# 岩生报春
岩生报春（学名：Primula saxatilis）为报春花科报春花属下的一个种。

## 扩展阅读
- 維基物種上的相關：岩生报春